# ¡Átame!
¡Átame! és una pel·lícula espanyola de 1990 dirigida per Pedro Almodóvar. Té el rècord de major nombre de nominacions als Goya i cap guardó (optava a 15 premis).

## Argument
El jove Ricky és orfe des dels tres anys i tota la seva vida l'ha passat en diferents institucions socials i reformatoris. Per la seva banda, Marina (Victoria Abril) és una dona que ha tingut problemes amb les drogues i treballa com a actriu en pel·lícules pornogràfiques i de terror. Fascinat per ella, Ricky la rapta, disposat a fer tot el possible perquè Marina correspongui al seu amor. El rebuig inicial de la dona, i els seus inútils intents de fugir, van deixant pas a una progressiva complicitat entre tots dos, finalment convertida en autèntic amor.

## Repartiment
- Victoria Abril (Marina Osorio)
- Antonio Banderas (Ricky)
- Loles León (Lola)
- Julieta Serrano (Alma)
- María Barranco (médica)
- Rossy de Palma (Camello en Vespa)
- Francisco Rabal (Máximo Espejo)
- Lola Cardona (directora del psiquiátric)

## Comentaris i Premis
Va ser la vuitena pel·lícula en la filmografia de Pedro Almodóvar i la primera que va realitzar després del gran èxit obtingut amb el seu anterior film, Mujeres al borde de un ataque de nervios, avançant en una línia temàtica i estilística més depurada (més propera al drama que a la comèdia dels seus inicis), i que li acabaria proporcionant la consagració internacional que arribaria amb els seus títols posteriors, guanyadors de diversos premis Oscar. També cal destacar el fet que es tractés de l'última pel·lícula rellevant d'Antonio Banderas en el cinema espanyol, abans del seu salt al cinema de Hollywood.
Va obtenir 15 nominacions als Goya sense rebre cap premi.

### Goya
| Categoria                        | Persona                            | Resultat  |
| -------------------------------- | ---------------------------------- | --------- |
| Millor pel·lícula                |                                    | Candidata |
| Milor director                   | Pedro Almodóvar                    | Candidat  |
| Millor actriu protagonista       | Victoria Abril                     | Candidata |
| Millor actor protagonista        | Antonio Banderas                   | Candidat  |
| Millor actriu de repartiment     | Loles León                         | Candidata |
| Millor actor de repartiment      | Antonio Rabal                      | Candidat  |
| Millor guió original             | Pedro Almodóvar                    | Candidat  |
| Millor música original           | Ennio Morricone                    | Candidat  |
| Millor fotografia                | Jose Luis Alcaine                  | Candidat  |
| Millor muntatge                  | José Salcedo                       | Candidat  |
| Millor direcció artística        | Ferrán Sánchez                     | Candidat  |
| Millor direcció de producció     | Esther García                      | Candidata |
| Millor disseny de vestuari       | José María de Cossío               | Candidat  |
| Millor maquillatge i perruqueria | Juan Pedro Hernández Jesús Moncusi | Candidats |
| Millor so                        | Daniel Goldstein Ricardo Steinberg | Candidats |

### Altres premis
| Festival     | Categoria                    | Resultat  |
| ------------ | ---------------------------- | --------- |
| Berlinale    | Os d'or                      | Candidata |
| Premis César | Millor pel·lícula estrangera | Candidata |